# Реслманія I
Реслманія (англ. «WrestleMania», в хронології відома як Реслманія I) - перше шоу WrestleMania і перше шоу з професійного реслінгу з платою за перегляд (PPV) (лише в окремих регіонах), організоване Всесвітньою Федерацією Реслінгу (WWF, тепер WWE). Захід відбувся 31 березня 1985 року в Медісон-сквер-гарден у Нью-Йорку. Відвідуваність склала 19 121. Понад мільйон глядачів спостерігали за подією за допомогою технології CCTV, що зробило її найбільшим платним показом бійцівських змагань на замкненому телебаченні в Сполучених Штатах на той час.
Захід складався з дев'яти поєдинків професійного реслінгу. У головному матчі Халк Хоган і Містер Ті перемогли Пола Орндорфа і Родді Пайпера. Також Венді Ріхтер (у супроводі менеджера Сінді Лопер) перемогла Лейлані Кай і здобула жіноче чемпіонство WWF, а Ніколай Волков і Залізний Шейх перемогли Американський Експрес (Майк Ротундо і Баррі Віндем) і здобули командне чемпіонство WWF. Ця Реслманія була єдиною, в якій не було матчу за титул Чемпіона WWF. Серед зіркових гостей були присутні колишній чемпіон світу з боксу у важкій вазі Мухаммед Алі в якості рефері, бейсболіст і тренер Біллі Мартін в якості ринг-анонсера, а також музикант і актор Лібераче в якості хронометриста.

## Виробництво
Відвідуваність заходу склала 19 121 глядачів. Крім того, понад мільйон людей спостерігали за подією за допомогою технології CCTV, що зробило її найбільшою подією з реслінгу на замкненому телебаченні в Сполучених Штатах на той час. Технічний збій перервав трансляцію на початку показу шоу на Civic Arena в Піттсбурзі, штат Пенсильванія. Щоб заспокоїти розлючених фанатів, які закидали екран сміттям, Реслманія через два тижні транслювалася повністю на місцевому телеканалі WTAE-TV, який є філією ABC.

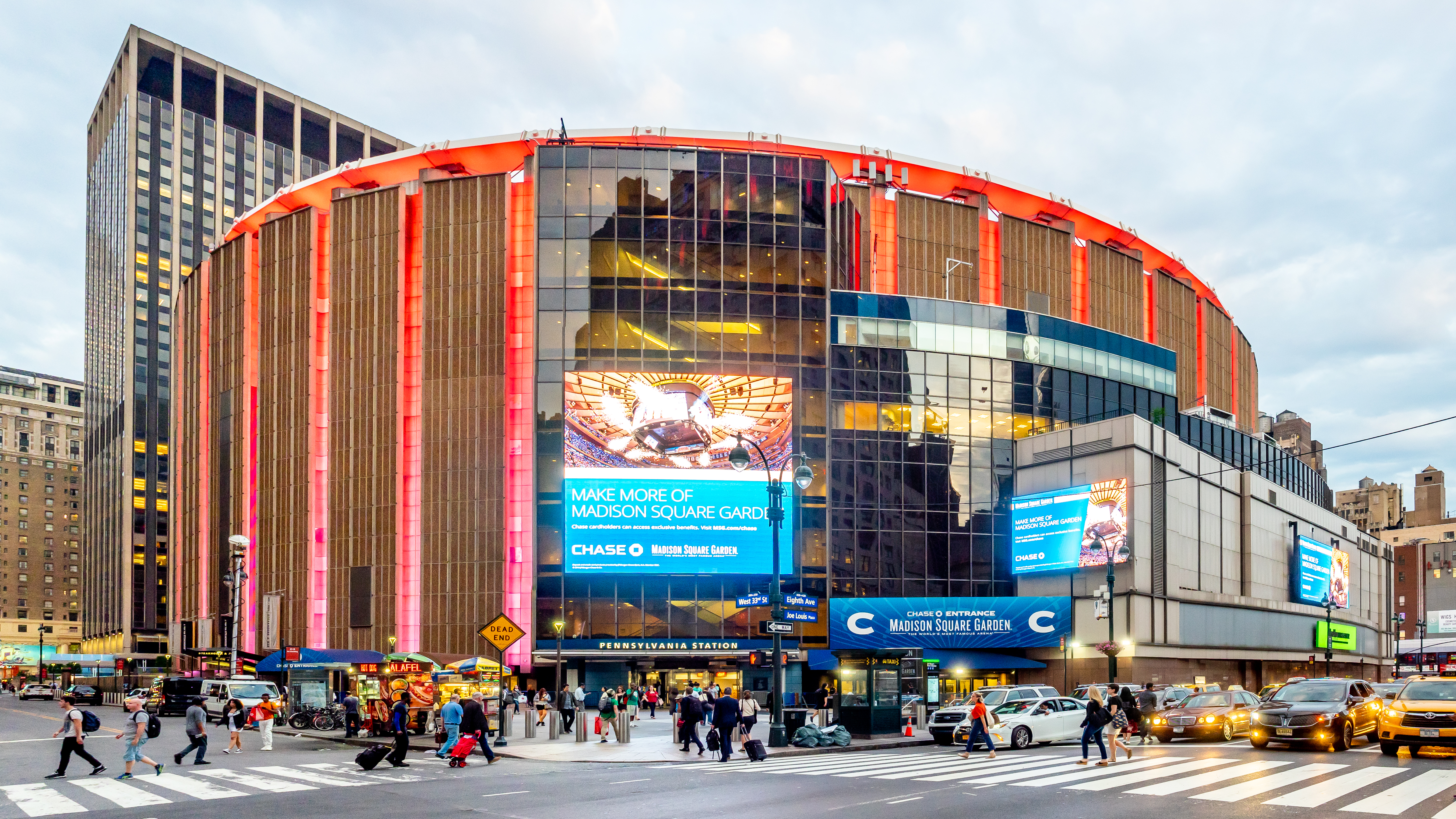
Інавгураційна Реслманія відбулася в Медісон-сквер-гарден у Нью-Йорку, штат Нью-Йорк.

Ринг-анонсер WWF Джин Окерлунд заспівав національний гімн, а Горилла Монсун і Джессі Вентура виступили коментаторами. Окерлунд також брав інтерв'ю за лаштунками, а Альфред Хейз - біля входу в роздягальню, прямо за рингом. Говард Фінкель був ринг-анонсером шоу. Музикальною темою відкриття заходу стала інструментальна частина хіта Філа Коллінза та Філіпа Бейлі "Easy Lover", а темою закриття - "Axel F" Гарольда Фальтермаєра, яка прозвучала на титрах. Серед зіркових гостей були присутні Біллі Мартін, Сінді Лопер, Містер Ті, Мухаммед Алі та Лібераче у супроводі The Rockettes.

### Передісторія
У 1980-х роках головним конкурентом Всесвітньої Федерації Реслінгу в індустрії професійного реслінгу була компанія Jim Crockett Promotions. Вінс МакМен створив франшизу WrestleMania для протистояння успішним щорічним заходам Джима Крокетта під назвою Starrcade, які почали транслюватися в 1983 році. Угода про права 1983 року, яку проштовхнув Баррі Діллер (голова Paramount, компанії-співвласника USA Network), також дозволила отримати кращий доступ до програм у Медісон-сквер-гарден, в тому числі на будь-якій регіональній мережі платного телебачення.
Для першої Реслманії МакМен почав перехресне просування з каналом MTV, який показав дві спеціальні програми з реслінгу. Першою була "Бійка, яка покладе край усьому" (англ. The Brawl to End It All), що вийшла в ефір 23 липня 1984 року. В ній MTV показала матч з прямої трансляції з Медісон-сквер-гарден: Венді Ріхтер у союзі з Сінді Лопер перемогла Неймовірну Мулу, яку підтримував Лу Альбано і здобула титул Чемпіонки жінок WWF. А у "Війні, для зведення рахунку" (англ. The War to Settle the Score), яка вийшла в ефір 18 лютого 1985 року, Лейлані Кай у супроводі Мули перемогла Ріхтер, знову ж таки у супроводі Лопер, і виграла жіноче чемпіонство. Окрім Лопер, під час підготовки та під час самого заходу з'являлися й інші знаменитості. Найбільш помітними були Мухаммед Алі, Лібераче (з The Rockettes) та тренер Головної Бейсбольної Ліги Біллі Мартін - усі вони з'явилися під час головної події.
Реслманія стане флагманською подією WWF. З тої пори вона є найтривалішою подією професійного реслінгу в історії і проводиться щорічно в період з середини березня до середини квітня. Після появи Survivor Series в 1987 році й Royal Rumble і SummerSlam в 1988 році, ці чотири платні шоу WWF згодом отримали неформальну назву "Велика четвірка". Згодом Реслманію почали називати Супербоулом спортивних розваг.

### Сюжети

Халк Хоган та Містер Ті на першій Реслманії

Кард шоу складався з дев'яти поєдинків, які були результатом сценарних сюжетних ліній. На Реслманії пройшов захист трьох чемпіонських титулів: Жіноче Чемпіонство WWF, Інтерконтинентальне Чемпіонство WWF та Командне Чемпіонство WWF.
До шоу, Грег "Молот" Валентайн ворогував з Тіто Сантаною за пояс Інтерконтинентального чемпіона у важкій вазі. Валентайн переміг Сантану 24 вересня 1984 року і став чемпіоном. Майк Ротундо та Баррі Віндем виграли Командне Чемпіонство WWF за три місяці до Реслманії у команди Адріана Адоніса та Діка Мердока.
За кілька місяців до першої Реслманії "Роуді" Родді Пайпер почав вести ток-шоу рубрику на телебаченні WWF під назвою "Piper's Pit". В одному з епізодів шоу він вдарив Джиммі Снуку кокосом по голові, що призвело до ворожнечі між двома чоловіками. За сюжетом Пайпер найняв "Ковбоя" Боба Ортона своїм тілоохоронцем. В іншому епізоді "Piper's Pit" Родді виступив проти зростаючого зв'язку між рок-н-ролом і реслінгом, що призвело до конфронтації з Халком Хоганом. У лютому 1985 року вони зіткнулися на "Війні, для зведення рахунку", де Хоган переміг за дискваліфікацією опонента після втручання Пола Орндорфа та Містера Ті. Їхня тривала ворожнеча призвела до поєдинку на Реслманії.
У рамках просування майбутнього заходу, Хоган з'явився на шоу Hot Properties за чотири дні до Реслманії, де він зафіксував на ведучому Річарді Белзеру передній підборідний захват (англ. Front Chinlock) - прийом, який перекриває потік крові до мозку. Однак Белзер впав на підлогу без свідомості і почав сильно стікати кров'ю. На його тіло наклали вісім швів. Пізніше Белзер подав до суду на Хогана на суму в 5 мільйонів доларів, але врешті-решт вони домовилися в позасудовому порядку. Напередодні Реслманії Хоган і містер Ті вели епізод шоу Saturday Night Live, щоб допомогти просуванню заходу.

## Шоу

### Попередні матчі
Джин Окерлунд відкрив захід, заспівавши національний гімн США. Планувалось, що це зробить зірковий гість-співак (якого Окерлунд і Вінс МакМен відмовилися назвати), але той не з'явився.
Перший поєдинок відбувся між Тіто Сантаною та Катом (Бадді Роузом). Сантана виграв матч, застосувавши больовий прийом ноги "Фігура Чотири" (англ. Figure Four Leglock), який був посиланням на чинного інтерконтинентального чемпіона Грега Валентайна, оскільки "Фігура Чотири" був його фінальним прийомом.
Опісля на ринг вийшли Кінг Конг Банді (у супроводі Джиммі Харта) та «Спеціальна доставка» Джонс. Після того, як Банді притиснув свого супротивника до тернбакла і приземлився на нього животом, він притиснув Джонса до рингу на три секунди для перемоги. Офіційний час матчу WWF став рекордом на той момент - дев'ять секунд (рекорд був перевершений після перемоги Скелі над Еріком Роуеном на Реслманії 32), хоча фактично матч тривав 25 секунд.

Тіто Сантана vs. Кат

Наступний бій відбувся між Рікі Стімботом та Меттом Борном. Стімбот на початку мав перевагу в поєдинку, поки Борн не розвернув його і не звалив на підлогу, провівши кидок живіт-до-живота (англ. Belly-To-Belly Suplex). Після виконання летючого кросбаді (англ. Flying Crossbody) Стімбот утримав Борна на канвасі і здобув перемогу.
Після закінчення матчу на ринг вийшли Девід Саммартіно у супроводі свого батька Бруно Саммартіно та Брутус Біфкейк у супроводі Джонні Веліанта. Бій проходив на користь обох суперників, оскільки кожен з них по черзі мав перевагу. Після того, як Біфкейк скинув Девіда Саммартіно з рингу, Валіант підняв його і штовхнув на цементну підлогу. Потім він штовхнув Саммартіно назад на ринг, після чого на нього напав Бруно. Через деякий час всі четверо чоловіків почали битися на рингу, і матч закінчився без переможця.
| Роль:                   | Ім'я:                         |
| ----------------------- | ----------------------------- |
| Коментатор              | Горилла Монсун                |
| Коментатор              | Джессі Вентура                |
| Інтерв'юер              | Джин Окерлунд                 |
| Інтерв'юер              | Альфред Хейз                  |
| Ринг-анонсер            | Говард Фінкель                |
| Ринг-анонсер            | Біллі Мартін (Головна Подія)  |
| Судді                   | Джек Лотц                     |
| Судді                   | Дік Кролл                     |
| Судді                   | Джої Марелла                  |
| Судді                   | Пет Паттерсон                 |
| Судді                   | Генрі Терранова               |
| Запрошений хронометрист | Лібераче (Головна Подія)      |
| Запрошений суддя        | Мухаммед Алі (Головна Подія)  |
| Спеціальні гості        | The Rockettes (Головна Подія) |

Перший захист чемпіонського титулу на Реслманії відбувся між Звалищним Псом та чинним інтерконтинентальним чемпіоном WWF Грегом Валентайном, якого супроводжував його менеджер Джиммі Харт. Звалищний Пес розпочав поєдинок в атакуючій позиції, наносячи Валентайну удари головою та кулаками. Під час бою Харт виліз на поміст рингу, де Валентайн випадково вдарив його. Пізніше Валентайн утримав Звалищного Пса, знаходячись ногами на канатах, що є порушенням правил. В результаті Тіто Сантана вибіг на ринг і пояснив рефері, що сталося, і матч був перезапущений. Зрештою, Звалищний Пес виграв матч за відліком опонента, оскільки Валентайн не зміг повернутися на ринг до 10. Валентайн, однак, зберіг свій титул, оскільки чемпіонство не переходить з рук в руки через дискваліфікацію чи відрахування.
Наступний матч був за Командне Чемпіонство WWF. Ніколай Волков і Залізний Шейх, яких до рингу супроводжував Фредді Блассі, кинули виклик чинним чемпіонам, Американському Експресу (Майк Ротундо і Баррі Віндем), яких супроводжував Лу Альбано. Американський Експрес домінували на початку матчу, поки Волков і Шейх не почали здобувати перевагу над Ротундо. Потім Ротундо підключив Віндема, який провів прийом "Бульдог" (англ. Bulldog) на Шейху. Після того, як його ледь не утримали, Шейх вдарив Віндема тростиною Блассі по голові, скориставшись тим, що рефері був повернутий до нього спиною. Після успішного утримання з боку Волкова, Ніколай і Шейх були нагороджені як нові командні чемпіони, ставши першими людьми, які виграли чемпіонство на Реслманії.

### Головні події
Наступним поєдинком у програмі був бій за 15 000 доларів між Андре Гігантом та Великим Джоном Стаддом, якого супроводжував Боббі Хінан. Умовою поєдинку було те, що Андре Гігант повинен був провести Стадду кидок об ринг (англ. Body Slam), щоб виграти гроші, а якщо не вдасться, то він буде змушений піти на пенсію. Розпочавши поєдинок у захисті, Андре відповів ударами руками та ногами в голову. Відтоді Андре контролював хід двобою і після того, як кілька разів ослабив коліна Стадда, Андре зміг підняти Стадда на плечі і кинути на канвас, щоб виграти поєдинок. Після того, як Андре зібрав свої призові, він почав кидати гроші в аудиторію. Хінан, однак, схопив сумку з рештою виграшу і побіг від рингу. В результаті матчу Андре зміг продовжити свою кар'єру, а його серія непереможних боїв у WWF залишилася недоторканою.
Після того, як усі чоловіки покинули ринг, настав час для матчу за титул Чемпіонки жінок WWF між Венді Ріхтер (яку підтримувала співачка Сінді Лопер) та Лейлані Кай, якою опікувалась колишня чемпіонка Неймовірна Мула. Невдовзі після початку матчу, Мула схопила Ріхтер, коли та опинилася на підлозі, але Лопер врятувала Венді від нападу. Потім Кай виконала летючий кросбаді з верхнього канату, але Ріхтер перевела даний прийом у своє переможне утримання згортанням (англ. Roll-up). Завдяки цьому маневру Ріхтер стала новою чемпіонкою серед жінок.

Андре Гігант vs. Великий Джон Стадд

У головному і останньому поєдинку вечора зійшлися Халк Хоган, чинний чемпіон світу у важкій вазі за версією WWF, та Містер Ті, якого супроводжував Джиммі Снука, проти Родді Пайпера і "Містера Чудового" Пола Орндорфа, якого супроводжував "Ковбой" Боб Ортон. Спеціальним запрошеним рефері (за межами рингу) був професійний боксер Мухаммед Алі, тренер Нью-Йорк Янкіз Біллі Мартін був запрошеним анонсуючим, а Лібераче (у супроводі гурту The Rockettes) був запрошеним хронометристом. Спочатку Пайпер, Орндорф і Ортон вийшли на ринг під звуки барабанів і волинки, що викликало бурхливі оплески натовпу. Потім на ринг вийшли улюбленці натовпу Хоган, Містер Ті та Снука. Матч розпочався з того, що Містер Ті та Пайпер вийшли на ринг, і обидва обмінялися ударами. В середині поєдинку всі четверо чоловіків почали битися на рингу, і Мухаммед Алі вдарив Пайпера, намагаючись відновити порядок. Після того, як порядок на рингу було відновлено, Орндорф і Пайпер мали перевагу в атаці. Коли Орндорф зафіксував Хогана в "Повному Нельсоні" (англ. Full Nelson), Ортон піднявся на верхній канат, щоб спробувати нокаутувати Хогана. Натомість Ортон помилково вдарив Орндорфа, і Халк утримав його, щоб виграти поєдинок. У розпачі Пайпер нокаутував рефері в ринзі Пета Паттерсона, перш ніж вони з Ортоном пішли за лаштунки, залишивши Орндорфа наодинці на рингу з Хоганом, Містером Ті та Снукою.

## Наслідки
Приблизно через три місяці після Реслманії, 6 липня 1985 року, Грег Валентайн програв Інтерконтинентальне Чемпіонство Тіто Сантані у поєдинку в клітці. Приблизно в той же час Ніколай Волков та Залізний Шейх програли командні пояси Американському Експресу. Останні утримували свої титули до серпня, коли новими чемпіонами стала команда Брутуса Біфкейка і Грега Валентайна, пізніше відома як "Команда Мрії" (англ. Dream Team). 8 липня 1985 року Дон Мурако виграв перший турнір Король Рингу (англ. King of The Ring), перемігши у фіналі Залізного Шейха. Після того, як Андре Гігант переміг Великого Джона Стадда на цьому турнірі, Стадд сформував команду з Кінг Конгом Банді, і цей дует неодноразово протистояв Андре та Халку Хогану. Пізніше команда Стадда та Банді об'єдналася в гандикапних матчах (поєдинках двох проти одного) проти Андре, що поновило ворожнечу між Андре та Стаддом.
Наприкінці 1985 року Венді Ріхтер у суперечливій манері програла своє Чемпіонство WWF серед жінок. Вона боролася з жінкою-реслером у масці, відомою як Леді Павук (англ. The Spider Lady), яка утримала Ріхтер, щоб завоювати титул. Після матчу виявилось що Леді Павук це ніхто інша як Неймовірна Мула. Цей фінал був підтасовкою, тобто одна з учасниць (в даному випадку Ріхтер) не знала про заплановану зміну титулу. Ріхтер невдовзі покинула WWF, а Мула утримувала титул близько двох років.
У новій сюжетній лінії після Реслманії Родді Пайпер почав тренувати Боба Ортона як боксера. Халк Хоган прийняв виклик від імені Містера Ті на бій з Ортоном на шоу Saturday Night's Main Event, 15 лютого 1986 року. Після перемоги Містера Ті, Ортон і Пайпер напали на нього, що призвело до боксерського поєдинку на Реслманії 2 між Пайпером і Містером Ті. На другій щорічній Реслманії Пайпер був дискваліфікований у четвертому раунді.

## Відгуки
Джон Пауелл з Slam! Wrestling оцінив захід як посередній, посилаючись на те, що він "не був найкращим". Незважаючи на загальну оцінку, він похвалив кілька моментів, серед яких удар Ортона гіпсом по Орндорфу, перемога Кінг Конга Банді та Андре Гіганта, що кинув гроші в натовп. Пауелл назвав реслінг Містера Ті своїм найменш улюбленим моментом платної трансляції, сказавши, що матч головної події, в якому брав участь Містер Ті був гумористичним, незважаючи на відсутність технічного реслінгу. Pro Wrestling Illustrated відмітив матч головної події шоу своєю щорічною нагородою "Матч року PWI". В липні 2007 року, подія була включена в спеціальний випуск, який транслювався на MSG Network під назвою "50 найкращих моментів у Медісон-сквер-гарден", посівши 30-е місце.
У грудневому випуску Wrestling Digest за 2002 рік головний матч шоу посів п'яте місце серед найбільш пам'ятних двадцяти п'яти матчів за останні двадцять п'ять років. Підтримуючи думки Джона Пауелла, Кевін Ек з Wrestling Digest заявив: "Сам поєдинок був далекий від класики технічного реслінгу, але з точки зору розваги для натовпу він вдався". В іншій статті Wrestling Digest, написаній Кітом Лорією, головний бій посів третє місце в десятці найяскравіших поєдинків за всю історію Реслманії. На відміну від Пауелла, Лорія вважав, що містер Ті "виявився досить адекватним борцем".

## Результати
| №                                       | Матч | Тип матчу                                                  | Час   |
| --------------------------------------- | --- | ---------------------------------------------------------- | ----- |
| 1                                       | Тіто Сантана переміг Ката підкоренням опонента.                                                                       | Одиночний матч                                             | 04:49 |
| 2                                       | Кінг Конг Банді переміг «Спеціальна доставка» Джонса утриманням опонента.                                             | Одиночний матч                                             | 00:09 |
| 3                                       | Рікі Стімбот переміг Метта Борна утриманням опонента.                                                                 | Одиночний матч                                             | 04:39 |
| 4                                       | Брутус Біфкейк і Девід Саммартіно закінчили матч за подвійною дискваліфікацією.                                       | Одиночний матч                                             | 11:43 |
| 5                                       | Звалищний Пес переміг Грега Валентайна (c) по відліку.                                                                | Одиночний матч за титул Інтерконтинентального чемпіона WWF | 06:55 |
| 6                                       | Ніколай Волков і Залізний Шейх перемогли Американський Експрес (Майк Ротундо і Баррі Віндем) (c) утриманням опонента. | Командний матч за титул Командних чемпіонів WWF            | 06:55 |
| 7                                       | Андре Гігант переміг Великого Джона Стадда провівши Body Slam.                                                        | Одиночний матч. Кар'єра Андре проти $15,000 за Body Slam   | 05:53 |
| 8                                       | Венді Ріхтер перемогла Лейлані Кай (c) утриманням опонентки.                                                          | Одиночний матч за титул Чемпіонки жінок WWF                | 06:14 |
| 9                                       | Халк Хоган і Містер Ті перемогли Родді Пайпера і Пола Орндорфа утриманням опонента.                                   | Командний матч                                             | 13:34 |
| (c) — чемпіон на момент старту поєдинку | |                                                            |       |